# Philip Rubens
Philip Rubens est un philologue flamand, né le 27 avril 1574 à Siegen et mort le 28 août 1611 à Anvers.

## Biographie
Philip Rubens est frère aîné de Pierre Paul Rubens. Il nait à Cologne, en 1574, et fait ses études au gymnase d’Anvers. président Richardot le choisit pour son secrétaire dès la fin de ses études et le charge de surveiller l’éducation de ses enfants. Il suit avec eux les leçons du célèbre Juste Lipse et accompagne l’aîné (Guillaume) dans son voyage d’Italie. Pendant son séjour à Rome, il est reçu docteur de la faculté de droit. De retour dans les Pays-Bas avec son élève, en 1604, il se rend près de Juste Lipse, qui le presse d’embrasser la carrière de l’enseignement ; mais il désirait visiter encore une fois l’Italie, et il retourna peu de temps après à Rome, où le cardinal Ascanio Colonna le fait son bibliothécaire. En 1609, il est rappelé par le sénat d’Anvers pour succéder à Boschius dans la place de secrétaire d’État. Il meurt dans cette ville, le 28 août 1611, à l’âge de 38 ans, et il est inhumé dans l’église St-Michel, où l’on voyait son épitaphe, rapportée par Foppens (Bibl. Belgica, t. 2, p. 1044). On a de lui Electorum libri duo, in quibus antiqui ritus, emendationes, censuræ, Anvers, 1608, petit in-fol., rare. Hendrik Snakenburg tire de ce volume quelques notes, dont il a enrichi son édition de Quinte-Curce, en 1724. Rubens a découvert, dans la bibliothèque du cardinal Colonna, un manuscrit contenant les homélies de St-Astère, évêque d’Amasée, et il les traduit en latin. Cette version est publiée par Jean Brants, sous ce titre : S. Asterii, episcopi Amaseæ, homiliæ, gr. et lat. nunc primum editæ ; accedunt carmina Phil. Rubenii, narrationes et epistolæ selectiores, etc., Anvers, 1615, in-4°, p. 284, non compris les préliminaires. On trouve la description de ce rare volume dans l’Adparatus litterarius de Freytag (t. 1er, p. 86-91). Il est précédé d’une vie de Rubens, par l’éditeur. Le Sylloge epistolarum de Burmann contient une seule lettre de Phil. Rubens, t. 2, p. 205 ; elle est adressée à Juste Lipse, dont il fut constamment un des admirateurs, comme on le voit par les vers publiés à la suite des Electa.